# Copa Libertadores da América Sub-20
A Copa Libertadores da América Sub-20 ou simplesmente Libertadores Sub-20 é uma competição de futebol internacional para jogadores com até 20 anos de idade, realizada pela Confederação Sul-Americana de Futebol (CONMEBOL). É disputada por clubes das dez associações sul-americanas.

## História
A primeira edição foi realizada no Peru, em 2011, com a participação de 12 clubes. O Peru, por ser o país-sede, teve o direito de ser representado por dois clubes. Foram três grupos de quatro equipes, classificando-se para quartas de final as duas primeiras colocadas de cada grupo, mais as duas melhores terceiras colocadas dentre todos os grupos. O campeão foi o Universitario na disputa por pênaltis, após empate em 1–1 no tempo normal com o Boca Juniors. Foram 63 gols em 26 partidas, com uma média de 2,42 gols por partida.
A segunda edição foi realizada novamente no Peru, com um aumento no número de participantes para 16, divididos em quatro grupos de quatro equipes cada. Além do México, esta edição foi representada pelo Atlético de Madrid, da Espanha, elevando para dois o número de confederações convidadas. Assim, não houve o índice técnico e apenas as duas equipes primeiras colocadas de cada grupo se classificaram para a próxima fase. 
Após o cancelamento da edição de 2013 e a não realização do campeonato em 2014, em maio de 2015 a CONMEBOL confirmou o retorno da Copa Libertadores da América Sub-20 a partir de janeiro de 2016, no Paraguai. O torneio passou a ser disputado a cada dois anos com 12 participantes, um de cada país, além do campeão anterior e um convidado do país sede.
Em 2022 com o acordo entre CONMEBOL e UEFA, o vencedor passou a disputar a Copa Intercontinental Sub-20, contra o vencedor da UEFA Youth League.

### Participações do Brasil
A primeira edição, em 2011, teve a participação do Flamengo – campeão da Copa São Paulo de Futebol Júnior de 2011 – que caiu nas quartas de final. Em 2012, participaram o Corinthians – vencedor da Copa São Paulo de Futebol Júnior de 2012 – e o América Mineiro – vencedor do Campeonato Brasileiro Sub-20 de 2011. O América caiu nas quartas de final, enquanto o Corinthians obteve o terceiro lugar.
Na retomada de competição em 2016, o São Paulo foi o representante brasileiro e consequentemente tornou-se o primeiro campeão do país ao derrotar o Liverpool, do Uruguai, na decisão. Como então campeão, o São Paulo retornou para defender o título em 2018, mas após perder nas semifinais finalizou o torneio na quarta colocação. O outro representante brasileiro em 2018 foi o Cruzeiro, mas o time perdeu seus três jogos na fase de grupos e não avançou para a fase final.
Em 2020 o Flamengo voltou a ser o representante do país na competição, onde finalizou em terceiro lugar ao golear o Libertad, do Paraguai, após ambos perderem suas partidas de semifinal. Em 2022 e 2023, respectivamente, as equipes do Internacional e Palmeiras não avançaram para além da fase de grupos.
Nas edições de 2024 e 2025 o Flamengo conquistou o título, se tornando o primeiro clube a conquistar a competição mais de uma vez. Também em 2025 pela primeira vez a competição foi decidida por dois clubes brasileiros, com o Flamengo superando o Palmeiras após as disputas de pênaltis.

## Títulos por equipe
| Clube                   | País      | Títulos        | Vices                | Semifinais | Aproveitamento em finais |
| ----------------------- | --------- | -------------- | -------------------- | ---------- | ------------------------ |
| Flamengo                | Brasil    | 2 (2024, 2025) | 0                    | 1 (2020)   | 100%                     |
| Independiente del Valle | Equador   | 1 (2020)       | 3 (2018, 2022, 2023) | 0          | 25%                      |
| Boca Juniors            | Argentina | 1 (2023)       | 2 (2011, 2024)       | 0          | 33%                      |
| River Plate             | Argentina | 1 (2012)       | 1 (2020)             | 0          | 50%                      |
| São Paulo               | Brasil    | 1 (2016)       | 0                    | 1 (2018)   | 100%                     |
| Peñarol                 | Uruguai   | 1 (2022)       | 0                    | 1 (2023)   | 100%                     |
| Universitario           | Peru      | 1 (2011)       | 0                    | 0          | 100%                     |
| Nacional                | Uruguai   | 1 (2018)       | 0                    | 0          | 100%                     |
| Defensor Sporting       | Uruguai   | 0              | 1 (2012)             | 0          | 0%                       |
| Liverpool               | Uruguai   | 0              | 1 (2016)             | 0          | 0%                       |
| Palmeiras               | Brasil    | 0              | 1 (2025)             | 0          | 0%                       |
| Alianza Lima            | Peru      | 0              | 0                    | 1 (2011)   | –                        |
| América                 | México    | 0              | 0                    | 1 (2011)   | –                        |
| Corinthians             | Brasil    | 0              | 0                    | 1 (2012)   | –                        |
| Unión Española          | Chile     | 0              | 0                    | 1 (2012)   | –                        |
| Cortuluá                | Colômbia  | 0              | 0                    | 1 (2016)   | –                        |
| Lanús                   | Argentina | 0              | 0                    | 1 (2016)   | –                        |
| River Plate             | Uruguai   | 0              | 0                    | 1 (2018)   | –                        |
| Libertad                | Paraguai  | 0              | 0                    | 1 (2020)   | –                        |
| Caracas                 | Venezuela | 0              | 0                    | 1 (2022)   | –                        |
| Guaraní                 | Paraguai  | 0              | 0                    | 1 (2022)   | –                        |
| Cerro Porteño           | Paraguai  | 0              | 0                    | 1 (2023)   | –                        |
| Aucas                   | Equador   | 0              | 0                    | 1 (2024)   | –                        |
| Rosário Central         | Argentina | 0              | 0                    | 1 (2024)   | –                        |
| Belgrano                | Argentina | 0              | 0                    | 1 (2025)   | –                        |
| Danubio                 | Uruguai   | 0              | 0                    | 1 (2025)   | –                        |

## Total de títulos por país
| País      | Títulos | Vices | Semifinais | Aproveitamento em finais |
| --------- | ------- | ----- | ---------- | ------------------------ |
| Brasil    | 3       | 1     | 3          | 100%                     |
| Argentina | 2       | 3     | 3          | 40%                      |
| Uruguai   | 2       | 2     | 3          | 50%                      |
| Equador   | 1       | 3     | 1          | 25%                      |
| Peru      | 1       | 0     | 1          | 100%                     |
| Paraguai  | 0       | 0     | 3          | –                        |
| Chile     | 0       | 0     | 1          | –                        |
| Colômbia  | 0       | 0     | 1          | –                        |
| México    | 0       | 0     | 1          | –                        |
| Venezuela | 0       | 0     | 1          | –                        |

## Artilheiros por edição
| Ano  | Jogador            | Clube                   | Gols |
| ---- | ------------------ | ----------------------- | ---- |
| 2011 | Cristofer Soto     | Alianza Lima            | 4    |
| 2011 | Sergio Unrein      | Boca Juniors            | 4    |
| 2012 | Rodrigo Gattas     | Unión Española          | 6    |
| 2016 | Luiz Araújo        | São Paulo               | 5    |
| 2018 | Stiven Plaza       | Independiente del Valle | 7    |
| 2020 | Derlis Aquino      | Libertad                | 6    |
| 2022 | Francisco Sagardia | Independiente del Valle | 4    |
| 2022 | Saúl Guarirapa     | Caracas                 | 4    |
| 2023 | Maelo Rentería     | Independiente del Valle | 4    |
| 2023 | Santiago Díaz      | Peñarol                 | 4    |
| 2024 | Iago               | Flamengo                | 4    |
| 2024 | Wallace Yan        | Flamengo                | 4    |
| 2025 | Riquelme Fillipi   | Palmeiras               | 5    |